# Niclosamid
Niclosamid ist eine chemische Verbindung aus der Gruppe der Carbonsäureamide. Es handelt sich um ein Anilid der 5-Chlorsalicylsäure mit 2-Chlor-4-nitroanilin. Der Wirkstoff wurde 1959 von Bayer als Molluskizid eingeführt und dient in Form des Salzes mit 2-Aminoethanol unter der Bezeichnung Clonitralid zur Bekämpfung der Wasserschnecken, die die Bilharziose übertragen.
Niclosamid ist gleichzeitig ein Arzneistoff, der als Mittel der Wahl bei Infektionen des Menschen mit Bandwürmern gilt. Eine Studie zeigte, dass das Aufbringen auf die Haut das Eindringen von Zerkarien in die menschliche Haut (Zerkariendermatitis) zu verhindern vermag.

## Wirkungsspektrum
Niclosamid wirkt gegen die Arten:
- Taenia saginata (Rinderbandwurm)
- Taenia solium (Schweinebandwurm)
- Diphyllobothrium latum (Fischbandwurm)
- Trichobilharzia szidati und Schistosoma mansoni (Pärchenegel)

## Wirkungsmechanismus
Niclosamid hemmt die Aufnahme von Glucose sowie die Glykolyse in den Würmern. Dadurch verlieren die Parasiten ihren Schutz gegen Protease und werden teilweise verdaut.
Niclosamid wird praktisch nicht aus dem Magen-Darm-Trakt resorbiert und hat deshalb keine systemischen Wirkungen auf den Organismus des Wirtes. Die Nebenwirkungen beschränken sich auf den Magen/Darm-Trakt (z. B. Übelkeit).

## Klinischer Hinweis
Bei einem Befall mit dem Schweinebandwurm (Taenia solium) ist zwei Stunden nach der Anwendung des Medikaments zusätzlich ein Abführmittel zu verabreichen, damit keine Zystizerkose eintritt.
Die Anwendung bei Tieren, die zur Nahrungsmittelerzeugung genutzt werden, ist in der EU verboten.

## Handelsnamen
- Niclosamid: Yomesan (D)
- Clonitralid: Bayluscid[5]

## Externe Links zu erwähnten Verbindungen
1. ↑  Externe Identifikatoren von bzw. Datenbank-Links zu 5-Chlorsalicylsäure:  CAS-Nr.: 321-14-2, EG-Nr.: 206-283-9, ECHA-InfoCard: 100.005.714, GESTIS: 25330, PubChem: 9447, ChemSpider: 9075, Wikidata: Q27225743.
2. ↑  Externe Identifikatoren von bzw. Datenbank-Links zu Niclosamid, Ethanolaminsalz:  CAS-Nr.: 1420-04-8, EG-Nr.: 215-811-7, ECHA-InfoCard: 100.014.374, GESTIS: 12240, PubChem: 14992, ChemSpider: 14272, Wikidata: Q26841012.